# Dinastía lunar (hinduismo)
La Dinastía lunar (Soma vamsa o Chandra vamsa) es una de las tres casas principales de la casta chatría (guerreros y gobernantes).
Esta dinastía legendaria era descendiente de Soma o Chandra (dios de la Luna), mientras que las otras dos casas principales, la Dinastía solar (Suria-vamsa) y la Dinastía del fuego (Agní-vamsa) afirmaban descender respectivamente de Suriá (el dios del Sol) y de Agní (el dios del fuego). El término vamsa (‘bambú’) significa en este caso ‘genealogía’ (por el parecido entre un pedigrí y las ramificaciones de un bambú).
Dentro de este árbol hubo varias subramas, no todas ellas legendarias:
Bharata-vamsa, Yadu-vamsa, Puru-vamsa, Kuru-vamsa, Pandu-vamsa y otras, surgidas del nombre de cada progenitor prominente de la línea.
A lo largo de la historia, muchas comunidades del sur de Asia han afirmado descendender del dios Chandra a través de estos linajes.
La legendaria capital de la Dinastía lunar era Pratisthana, que se decía que había sido fundada por el rey Ila o por el primer príncipe lunar, Pururavas, hijo de Budha (que no es el Buda fundador del budismo), que era el hijo de Chandra, hijo de uno de los primeros sabios, Atri y su esposa Anasuia

## Lista de reyes
La siguiente es la lista de los monarcas más prominentes de la Dinastía lunar:
1. Soma o Chandra: hijo de Atri Rishi, el hijo del dios Brahma. El nombre de su madre era Bhadra. Según Bhadra Purana Somavansh Varnan, Soma secuestró a la esposa del gurú Brijáspati, llamado Tara, y tuvieron un hijo llamado Budha.
2. Budha: hijo de Soma y de Tara, se casó con la hija de Manu, llamado Ila. Según el Matsia-purana, tenía un gran conocimiento del Artha-sastra y el Jasti-sastra, y fue conocido también por el nombre rash-putra.
3. Pururva: Su madre lo ayudó a obtener el reino de Prathistapur. En su reinado, él ayudó a Indra para derrotar al rey asura Keishi de Jariniapur. Después de esta batalla Indra le presentó a la apsará Urvashi. Él y Urvashi tuvieron seis hijos, según el Vaiú y el Visnú-purana llamados, Aayu, Aamavashu, Vishvashu, Shrutaayu, Shataayu y Aayutaayu.
4. Aiu: el primer hijo de Pururva, se casó con la hija de Sarvabhanu (Raju), Prabha y tuvo cuatro hijos llamados Najush, Ksatra Vradha, Rambhá, Rayi y Anena.
5. Najush: se casó con una mujer llamada Virsha. Brijáspati lo maldijo para que se convirtiera en una serpiente.
6. Iaiati: Iati, el primogénito de Aiu, se convirtió en santo y se fue al bosque, por lo que su segundo hijo Iaiati se sentó en el trono. Se casó con Devaiani, hija de Sukra Achariá y con Sarmista, hija del rey asura Vrashparva. Fue un rey muy valiente y poderoso de su tiempo.[3]
7. Puru: Iaiati le dio la mayor parte de su reino a su hijo más amado, Puru. Puru se casó con Pausthi. Sus descendientes fueron conocidos como Pauravas.
8. Dusianta: fue un famoso rey de los arios. Durante una partida de caza llegó al ásram del rishi Kanuá y allí conoció a Sakuntalá, con quien se casó.
9. Bharat: fue el primer rey de toda la India; actualmente el país es conocido como «país de Bharata».
10. Jasti: fundó Jastinápur.
11. Kuru: estableció a su pueblo en Kurukshetra (la región de Kuru) y creó el clan Kaurava.
12. Shantanu: se casó con la diosa Ganga, que uno a uno ahogó a todos su hijos, excepto a Bhisma, a quien se llevó a su mundo. Veinte años después Bhisma volvió. Shantanu estaba enamorado de la barquera Satyawati, quien como condición para casarse pidió que su hijo fuera el heredero al trono. Entonces Bhisma juró que nunca tendría relaciones sexuales en su vida, por lo que renunció a su derecho al trono.
13. Vichitra Viria: el hijo de Shantanu con Satiávati.
14. Bhisma: Después de la muerte prematura de Vichitra Viria, Bhisma se hizo cargo del reino de Jastinapura durante veinte años, ya que Dritarastra era ciego de nacimiento y Pandu era demasiado joven en ese momento.
15. Pandu: a los 20 años de edad se sentó en el trono. Pandu se casó con Kunti, hija de Sura (padre de Vasudeva y abuelo de Krisná). El rey Kuntibhoya adoptó a Kunti como hija. La segunda esposa de Pandu fue Madri (hermana del rey Salva). Pandu tuvo cinco hijos: Iudhistir, Bhimá y Áryuna (con Kunti); Nakula y Sajadevá (con Madri).
16. Dritarastra: ciego de nacimiento, no podía ser rey, pero Pandu tuvo que irse a Vanaprastha, donde murió debido a una maldición de un santo brahmán. Bhisma nombró a Dritarastra rey de Jastinapur. Dritarastra se casó con Gandhari, hija del rey Subal de Gandhara. Tuvieron 100 hijos, el mayor de los cuales se llamó Duriodhan.
17. Iudhistir: Dritarastra dividió su reino entre su sobrino Iudistir y su hijo Duriodana. A Iudistir le dio el desierto bosque de Khandavá (que se convirtió en la próspera Indraprastha y a Duriodhana le dio la capital Jastinapur.
18. Parikshit
19. Yanam Eyaiá
20. Ksemaka: fue asesinado por su primer ministro Vishrava, con lo que se extinguió la Dinastía lunar.

## Yaduvanshi linaje
De las muchas ramas de la dinastía Chandravansh, la Iadu vamsi fue una rama importante. Surgió como una derivación del linaje Bharat-vamsa, que comenzó con el hijo mayor de Iaiati, Iadú. Todos sus descendientes fueron conocidos como Iádavas.
Según los Puranas, el Majábharat y el Raghú-vamsa, el rey Krisná nació en esta tribu Iádava.
Durante la época del Majábharata, solo las comunidades iádavas y los shursainis se consideraban parte de la dinastía Chandravansh. Actualmente, los clanes rasput Bhati, Jadeja, Chudasama, Chandela (que construyó Khayurajo) y Yadaun afirman que son chandravansis; y la comunidad Yadav se considera descendiente de Krisná.
Varias castas indias, como los saini-iádavas y los seuna-iádava de Daulatabad (Majarastra) y Deva-Guiri afirman descender del dios hinduista Krisná.